# Obsjtsjina
Obsjtsjina (Russisch: община; "dorpsgemeenschap", "commune") was de benaming voor boerengemeenschappen die tegenover individuele boerderijen of choetoren stonden in het Russische Rijk. Het begrip is afgeleid van het woord "obsjtsji", wat bijvoorbeeld "gemeenschappelijk" kan betekenen. Deze instelling werd volledig verwoest door de landbouwhervormingen van Stolypin (1906-1914) en de Russische Revolutie, gevolgd door de collectivisatie van de Sovjet-Unie.
Zelfs na de emancipatie van de kleine boeren  in 1861, was de kleine boer in zijn dagelijkse werk nog grotendeels afhankelijk van de obsjtsjina, die op het dorpsniveau (mir) werd bestuurd door het volledige assemblee van de gemeenschap (schod). Tot haar taken behoorden het bestuur en de herverdeling van het gezamenlijke land en bos (indien aanwezig), het werven van rekruten voor de militaire dienst en het opleggen van straffen voor kleine vergrijpen. De Obsjtsjina werd ook verantwoordelijk gehouden voor wanbetalingen van belastingen door leden ervan en vaak ook voor de misdaden die ze begingen. Deze vorm van gedeelde verantwoordelijkheid stond bekend als круговая порука; (Kroegavaja paroeka), hoewel de exacte betekenis van deze uitdrukking veranderde in de loop der tijd.
De 19e-eeuwse Russische filosofen verbonden veel belang aan de obsjtsjina als een uniek fenomeen dat Rusland onderscheidde van andere landen. Aleksandr Herzen prees het bijvoorbeeld als een vorm van een pre-kapitalistische institutie als een begin van de toekomstige socialistische samenleving. Zijn Slavofiele tegenstander Aleksej Chomjakov zag obsjtsjina als symbolisch voor de spirituele eenheid en interne samenwerking van de Russische samenleving en werkte dit uit tot een verfijnde "filosofie van obsjtsjina". 

## Noot
1. ↑  Het Russische woord mir (мир) had naast haar betekenissen van vrede en wereld nog andere betekenissen, die gerelateerd waren aan de sociale organisatie van het Russische Rijk:
  - De eerste betekenis duidde het seculiere deel van de samenlevingsorganisatie aan dat tegenover de organisatie van de kerk stond;
  - De tweede betekenis die werd gebruikt in het Russische Rijk, duidde lokaal zelfbestuur van kleine boerengemeenschappen aan die bekendstonden als obsjtsjinas.